# 세경하이테크
세경하이테크(Se Gyung Hi Tech Co. Ltd.)는 대한민국의 모바일 기능성 필름 기업이다. 본사는 경기도 수원시 권선구 산업로155번길 128에 위치해 있으며 대표이사는 이기승이다. 폴더블폰에 쓰이는 특수 보호필름을 제조하고 있다

## 같이 보기
- 파인엠텍

## 참고 문헌
1. ↑  한경석, 세경하이테크, 대주주 PEF서 563억 수혈…신사업은, 딜사이트, 2023년 4월 3일
2. ↑  민지혜 , '5만번의 도전'…세경하이테크 "필름 절대강자 될 것", 한국경제, 2024년 1월 15일
3. ↑  글로벌 폴더블폰 시장 '중국 브랜드' 약진, 파인엠텍 세경하이테크 수혜 주목, 비즈니스포스트, 2023년 12월 8일